# Storträsk – Bakträsk
Storträsk – Bakträsk eller är en sjö i Kyrkslätts kommun i Finland.   Den ligger i landskapet Nyland, i den södra delen av landet, 30 km väster om huvudstaden Helsingfors. Storträsk – Bakträsk ligger 29 meter över havet. I omgivningarna runt Storträsk – Bakträsk växer i huvudsak blandskog. Arean är 3 kvadratkilometer och strandlinjen är 20,68 kilometer lång. Sjön  ingår i Sjundeå å huvudavrinningsområde. 